# إل كازار (محطة مترو أنفاق مدريد)
إل كازار (بالإسبانية: El Casar) هي محطة مترو أنفاق في مدريد في إسبانيا، تقع على الخط رقم 12.